# 女騎士成為蠻族新娘
《女騎士成為蠻族新娘》是Kotoba Noriaki（コトバ ノリアキ）著作的原創漫畫，2021年連載於《别册少年Magazine》、同年6月9日由讲谈社書籍化。。繁體中文版由東立出版社代理出版並歸類為限制級。
2024年10月4日，動畫化決定並預計於2025年秋播出。各集的标题模仿本标题统一为“〇〇是××的△△”。

## 故事簡介
西方的伊鲁德连王国征伐东方蛮族已有数百年。被誉为王国最强的“公主骑士”赛拉菲娜·德·拉维兰特，在激烈的东方征伐中败给蛮族，成为俘虏。 “……杀、杀了我！”等待着败北的女骑士的是复仇、拷问、凌辱的日子—— ——不对，是与蛮族王贝奥鲁的婚姻！
即使被热烈地求婚，赛拉菲娜也用坚强的意志拒绝了。但是，与异文化的接触，新的邂逅，以及贝奥鲁的真面目，让赛拉菲娜的内心产生变化……!? 
女骑士vs.蛮族王 
原敌对伙伴所编织的异世界婚姻谭，开幕！！。

## 创作风格
标题和导入部分的噱头感非常强，但实际上，故事的主干是在精心推敲的世界观下展开的粗犷的幻想作品。话虽如此，在严肃的氛围中也适度地穿插了搞笑和福利场面，是一种不做作的阅读风格。

## 登場人物

### 主要人物
賽拉菲娜‧德‧拉維蘭特（聲：鈴代紗弓）
26歲，本作主角，伊魯德連王國拉維蘭特邊境伯爵前領主的么女，同時也是東方征軍第一騎士團團長，綽號「水晶盔」。十分崇拜有血緣關係的伊魯德連王國第一公主葳斯塔蕾希雅。在辰曆1342年的第十七次東征敗北而被俘虜成為貝奧魯的未婚妻。爱称是赛拉。虽然已经做好了败给贝奥鲁成为蛮族俘虏的屈辱日子的觉悟，直接接触与自己所想的东西不同的东方文化，她自己也开始改变。
故事从她的败北开始，但实际上是武器的性能差异造成的。在技术上完全压倒了贝奥鲁，在武器钢剑折断之前，拥有压倒性力量的猛攻都能毫发无伤地处理掉。她的实力在“女性要当骑士的话，最少也需要男性两倍的意力”的世界里，拥有身为女性却能成为首席骑士的实力。不只是和贝奥鲁的战斗，几乎所有的“可迎击状况下的攻击”都能斩断，技术最强。
貝奧魯（聲：豬股慧士）
东方蠻族部落的下一任酋長，在第十七次東征中擊敗賽拉菲娜並成為其未婚夫。喜欢上战场上的赛拉，并将其作为自己的未婚妻带回家。拥有与高大的体格相称的臂力以上的手牌，因为把注入“意力”的大声音作为王牌，所以有“雷声”两个名字。
平常看起来和蛮族的印象不一样，是个留着络腮胡的大个子男人，但只有18岁，有浓密的胡须。刮胡子会让人认不出来，所以初次见面的人大多会感到惊讶。因此精神上也有与年龄相应的不成熟的地方，也会因为意想不到的展开而脸红。
真正身份是東方蠻族部落酋長與伊魯德連王國第一公主葳斯塔蕾希雅的親生兒子。
潔姿（聲：菱川花菜）
侍奉贝奥鲁的少女。原本似乎是伊鲁德连人出身，但对赛拉等伊鲁德连人相当冷淡。在听到“耻之骑士伊休”的时候虽然没有注意到，但是表情会改变，对伊鲁德连上流阶级的文化也很熟悉等，有相应的血统的可能性，不过因为贝奥鲁并没有说出来，赛拉他们也没问出来，所以详细不明。家事万能，对双方的文化很了解，但因为没有意志结合，所以没有战斗能力。
雅莉莎‧瑪西亞斯（聲：豐崎愛生）
23歲，东征军中参军的女祭司。由于原本是孤儿以及对赛拉菲娜的崇拜，初登场时异常的言行和态度十分引人注目，但被称为“只要信仰和公主殿下（=赛拉菲娜）不扯上关系就会很老实的人”，连偏见和上述的方面都超越了。优秀且受人敬仰的人物。因为在宗教权威的庇护下，医学、数学都有涉猎，而且从军司祭本身在东征军中担任医疗职务，医术经验丰富，也有剖腹等外科手术的知识和经验，虽然不是战斗担当但是“意志结合”，与赛拉菲娜不同，是个废柴但非常优秀的人物。

### 東方蠻族部落
葳斯塔蕾希雅‧德‧伊魯德連
現任東方蠻族部落酋長的妻子、伊魯德連王國的第一公主、貝奧魯的母親、賽拉菲娜的親戚。在14歲時擊敗自己的未婚夫獲得爵位，獲得爵位後組成專屬的騎士團掃蕩國內的山賊、強盜、毒販，並親手處死賣國的貴族。其後在二十年前作為第十六次東征軍的副官參與戰爭。

## 用语
意力
掌管世界万物的“意志之力”。失去意力的物体会化为尘土消失，相反地，有意识地将意力附身的存在在这个世界上拥有优越的优势。另一方面，因为是意志力，所以对看不见的物体等难以施加意力。
意志结合（意志纏い）
能够将意志力反映在物理现象上的人们的总称。西方的骑士和东方的战士等符合。基本上，为了对缠着意力的人施加伤害，只能使用相同的意力，用其他的手段伤害该手的存在是困难的（即使是30mm也被认为很吃力）。

由于使用作为意志力的意力，所以察觉气息的时间也很长。相反地，要反映作为意志力的意力，就必须有意识地——正确地认识——所以几乎不可能反映在难以辨认的子弹之类的东西上。以现有的其他作品来比喻的话，用远距离攻击性能来交换获得索敌性能的这个技术。
泛人
这个世界的种族之一。所谓现实中的一般人。寿命比其他种族低很多，因此可以拥有强大的意力。因此在近距离战斗中泛人骑士和战士会到达上位阵。

## 出版書籍

### 漫畫
| 卷數 | 讲谈社        | 讲谈社                 | 東立出版社    | 東立出版社             |
| 卷數 | 發售日期      | ISBN                   | 發售日期      | ISBN                   |
| ---- | ------------- | ---------------------- | ------------- | ---------------------- |
| 1    | 2021年6月9日  | ISBN 978-4-065-22751-0 | 2022年5月19日 | ISBN 978-9-572-68470-2 |
| 2    | 2021年11月9日 | ISBN 978-4-065-25938-2 | 2024年2月26日 | ISBN 978-6-267-18541-4 |
| 3    | 2022年4月8日  | ISBN 978-4-065-27517-7 | 2024年9月26日 | ISBN 978-6-263-72489-1 |
| 4    | 2022年9月9日  | ISBN 978-4-065-29063-7 | 2025年4月11日 | ISBN 978-626-02-3905-3 |
| 5    | 2023年3月9日  | ISBN 978-4-065-30522-5 |               |                        |
| 6    | 2023年8月8日  | ISBN 978-4-065-32598-8 |               |                        |
| 7    | 2024年2月8日  | ISBN 978-4-065-34163-6 |               |                        |
| 8    | 2024年10月8日 | ISBN 978-4-065-37017-9 |               |                        |
| 9    | 2025年4月9日  | ISBN 978-4-065-39047-4 |               |                        |

## 迴響
2022年9月，單行本銷售量突破20萬本。

## 外部連結
- Pocket Magazine （页面存档备份，存于） - 漫畫（日語）
- 動畫官方網站（日語）